# Zanthoxylum tenuifolium
Zanthoxylum tenuifolium är en vinruteväxtart som beskrevs av Adolf Engler. Zanthoxylum tenuifolium ingår i släktet Zanthoxylum och familjen vinruteväxter. Inga underarter finns listade i Catalogue of Life.